# Hyoseris taurina
Hyoseris taurina là một loài thực vật có hoa trong họ Cúc. Loài này được (Pamp.) Martinoli mô tả khoa học đầu tiên năm 1953.